# Marek Ošťádal
Marek Ošťádal (* 28. srpna 1973) je český politik, grafik a hudebník, od roku 2020 senátor za obvod č. 66 – Olomouc, v letech 2010 až 2022 starosta obce Náklo na Olomoucku, člen hnutí STAN.

## Život
Živil se jako elektromechanik, a to v letech 1989 až 1994 u podniku Dopravní stavby a v letech 1994 až 1995 u podniku Elektro plus. Mezi roky 1995 a 1996 byl zaměstnán jako řidič u firmy Autodoprava Kamínek, další dva roky pak podnikal jako OSVČ (Autodoprava Ošťádal). V letech 1998 až 1999 pracoval jako obsluha čerpací stanice Unčovice.
V letech 1999 až 2008 působil jako inspektor strážní služby ve firmě VV Olomouc, mezi roky 2008 a 2010 byl zaměstnán jako grafik u firmy Tiskárna Twin.
Marek Ošťádal žije v obci Náklo na Olomoucku, konkrétně v části Mezice. Zpívá a hraje na baskytaru v populární bigbítové kapele Stracené Ráj, která zpívá pouze v hanáčtině. Je také známý jako autor fiktivní postavy Pepin z Hané, podílel se na tvorbě učebnice hanáčtiny pro základní školy.

## Politické působení
V komunálních volbách v roce 2010 byl jako nezávislý z pozice lídra kandidátky subjektu "Sdružení nezávislých kandidátů - Pro obec" zvolen zastupitelem obce Náklo. Dne 11. listopadu 2010 se navíc stal starostou obce. Ve volbách v roce 2014 nejprve za stejné uskupení (opět jako lídr) obhájil mandát zastupitele a v listopadu 2014 byl po druhé zvolen starostou obce. Rovněž ve volbách v roce 2018 obhájil post zastupitele a na začátku listopadu 2018 se stal po třetí starostou obce. V komunálních volbách v roce 2022 již do zastupitelstva Nákla nekandidoval. Dne 17. října 2022 byla novou starostkou obce zvolena Hana Závodná.
V krajských volbách v roce 2016 kandidoval jako nestraník za hnutí STAN na společné kandidátce hnutí STAN a hnutí ProOlomouc do Zastupitelstva Olomouckého kraje, ale neuspěl. Také ve volbách do Poslanecké sněmovny PČR v roce 2017 kandidoval jako nestraník za hnutí STAN v Olomouckém kraji, avšak poslancem se nestal.
Ve volbách do Senátu PČR v roce 2020 kandidoval jako člen hnutí STAN v obvodu č. 66 – Olomouc. V prvním kole získal 26,60 % hlasů, a postoupil tak z 1. místa do druhého kola, v němž porazil kandidáta hnutí ANO 2011 Jana Zahradníčka poměrem hlasů 68,76 % : 31,23 %, a stal se tak senátorem.V Senátu je členem Senátorského klubu Starostové a nezávislí, Výboru pro zahraniční věci, obranu a bezpečnost, Stálé komise Senátu pro rozvoj venkova, je rovněž místopředsedou Volební komise a ověřovatelem Senátu.
V krajských volbách v roce 2024 kandidoval na posledním 60. místě kandidátní listiny hnutí STAN v Olomouckém kraji, ale nebyl zvolen.